# Date with the Night
Date with the Night è un brano musicale del gruppo statunitense Yeah Yeah Yeahs, pubblicato nel 2003 come primo singolo estratto dall'album Fever to Tell.

## Tracce
CD/7"
1. Date with the Night
2. Yeah! New York
3. Bang By Little Stranger

## Video
Il video è stato girato da Patrick Daughters.

## Formazione
- Karen O - voce, tamburello
- Nick Zinner - chitarre, sintetizzatore
- Brian Chase - batteria, batti di mano